# From Hell
From Hell (no Brasil, Do Inferno) é uma série de histórias em quadrinhos escrita por Alan Moore e ilustrado por Eddie Campbell, publicada originalmente de forma seriada entre 1989 e 1996 e lançado em formato único em 1999. 
A história se passa durante o final da Era Vitoriana e apresenta uma hipótese para os casos de assassinato em Whitechapel, envolvendo Jack, O Estripador, e especulando sobre sua identidade e suas motivações. O título foi tirado das primeiras palavras da carta que algumas autoridades acreditam ser uma mensagem autêntica mandada pelo próprio assassino em 1888. 
A obra é densa e apresenta diversos acontecimentos históricos misturado com eventos imaginados pelo autor; a edição em volume único tem aproximadamente 570 páginas. From Hell recebeu diversos prêmios, e teve uma adaptação cinematográfica.

## Histórico da publicação
Do Inferno foi lançada originalmente de forma seriada na revista Taboo, que publicava HQ's e foi criada pelo quadrinista Steve Bissette. Depois de ter os primeiros capítulos publicados entre as edições 2 e 7 da Taboo (1989-1992), Moore e Campbell passaram a lançar os capítulos como uma história independente, primeiro pela Tundra Publishing, depois pela Kitchen Sink Press. A história foi publicada em dez volumes entre 1991 e 1996, e um apêndice, Do Inferno: A Dança dos Apanhadores de Gaivotas, foi lançado em 1998. A obra foi compilada e lançada em formato único em 1999 pela Eddie Campbell Comics. Atualmente é publicado pela Top Shelf Productions nos Estados Unidos.

### Publicação no Brasil
Do Inferno foi publicado pela primeira vez no Brasil em quatro volumes, através da Via Lettera Editora. Em 2014, a obra foi republicada pela Editora Veneta numa única edição.

## A história
Do Inferno se baseia na teoria do jornalista Stephen Knight de que os assassinatos de Jack, O Estripador eram parte de uma conspiração para ocultar um filho ilegítimo do Príncipe Albert Victor, Duque de Clarence, porém com algumas pequenas modificações. Alan Moore diminuiu o envolvimento do pintor Walter Sickert na obra, e segundo a teoria de Knight, a mãe da criança era católica, o que foi desconsiderado na HQ.
As teorias de Knight já foram refutadas diversas vezes, sendo consideradas como "uma boa obra de ficção" que teve suas "conclusões refutadas diversas vezes". Num dos apêndices adicionado à obra, Alan Moore afirma não aceitar a teoria de Knight de forma integral (e já é quase um consenso que ela se mostrou ser um engano em vários pontos), mas é um ponto de partida interessante para a história e sua análise ficcional dos assassinatos de Jack. Entretanto, em "A Dança dos Apanhadores de Gaivotas" Alan Moore publicou uma declaração de sua própria autoria sobre o psíquico Robert James Lees, confessando que suas visões eram uma fraude, ao afirmar que: "Eu inventei tudo aquilo e de repente as coisas que eu disse começaram a acontecer. Essa é a parte engraçada!"
Moore e Campbell fizeram uma exaustiva pesquisa, apurando tudo o que parecia ser plausível e verossímil. Na edição única de Do Inferno, é apresentada uma descrição página-à-página de Alan Moore, onde o autor explica o que foi tirado da literatura e de pesquisas e apresenta as fontes, e o que foi imaginado por ele mesmo.